# 時事問題
時事問題（じじもんだい）とは、近年に起きた政治、経済、国際情勢、社会一般における事象を取り上げた問題である。

## 解説
新聞、雑誌、テレビなどのマスメディアで取り上げられるトピックスが、入学試験・入社試験および各種資格試験の問題として取り上げられるときに用いられる。
これを漫画やドラマなどの中で話題や題材として取り上げた場合は時事ネタと呼ばれることがある。
なお、藤原孝章によれば、「時事問題」として位置づけられる出来事は「対立が生じている出来事」と「社会の大多数が共有している認識構造や価値観」の2つに分けられるという。